# In Search of Sunrise
In Search of Sunrise (аббр. ISOS) — серия компиляций электронной музыки, основным стилем которой является транс-музыка. Выпускается нидерландским лейблом SongBird (входит в состав Black Hole Recordings) с 1999 года.
Основоположником и автором первых компиляций в серии является нидерландский музыкальный продюсер и диджей Тиесто, а в настоящее время серию продюсирует Маркус Шульц.
Взяв своё начало в эру балеарик-транса, являлась одним из главных «мониторов» актуальных направлений в клубной музыке в стилях транс и прогрессив-транс. На данный момент, серия продолжает оставаться ориентиром в мире современной клубной транс-музыки.

## Хронология выхода частей

### Тиесто
Первые 7 выпусков компиляции In Search of Sunrise были смикшированы диджеем Тиесто. Дебютный In Search of Sunrise вышел 22 ноября 1999 года.

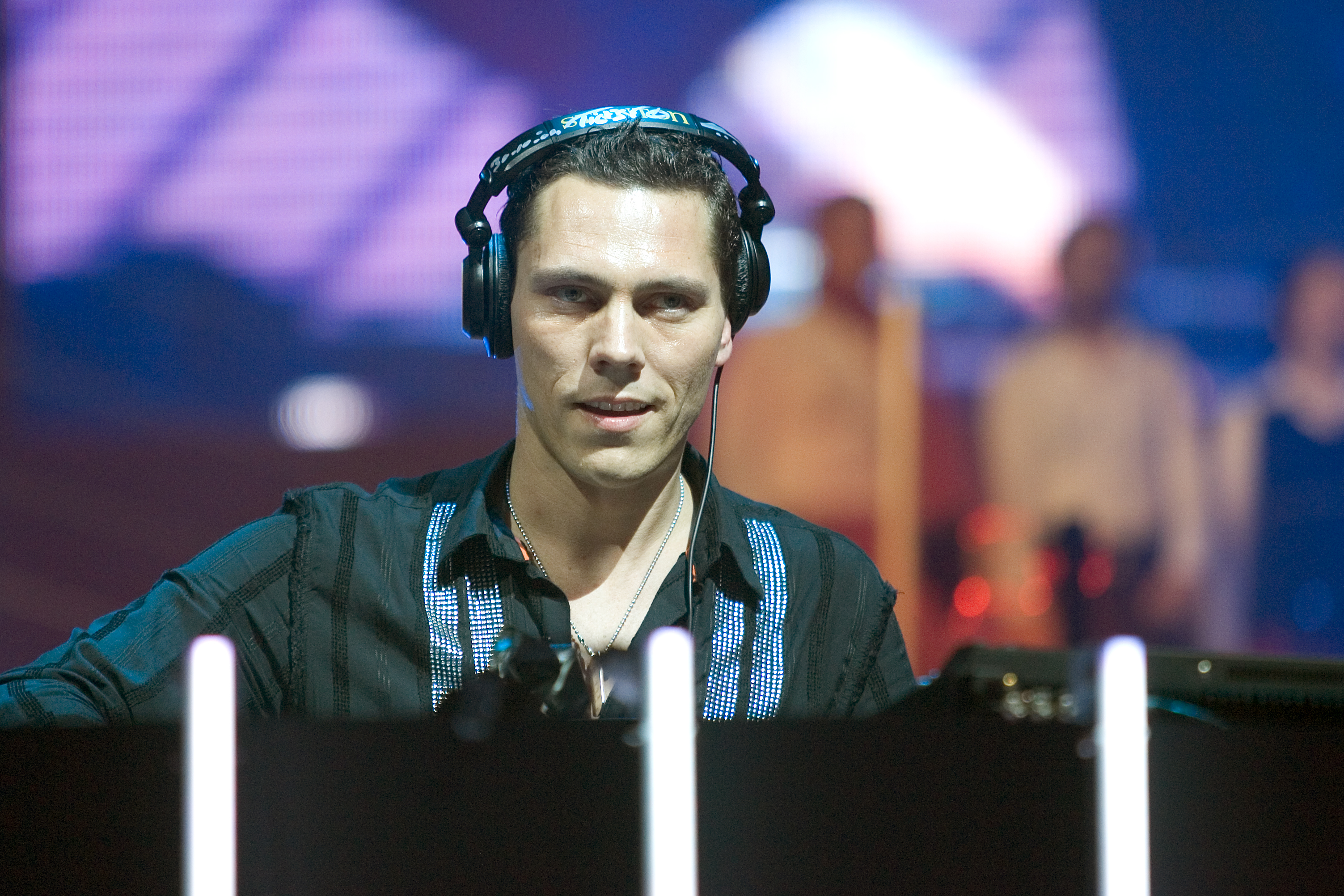
Тиесто в 2004 году.

Первые 2 выпуска серии не содержали каких-либо отсылок, а музыкальное содержание отражало глобальную тенденцию конца 1990-х/начала 2000-х годов, когда популярность балеарик-транса достигла своего апогея.
Начиная с третьего выпуска, компиляции стали выходить с подзаголовком, отсылающим к определённой локации, которая становилась объектом вдохновения для составителя микса:
- In Search of Sunrise[англ.] (22 ноября 1999 года)
- In Search of Sunrise 2[англ.] (30 ноября 2000 года)
- In Search of Sunrise 3: Panama (29 мая 2002 года)
- In Search of Sunrise 4: Latin America[англ.] (21 июня 2005 года)
- In Search of Sunrise 5: Los Angeles[англ.] (25 мая 2006 года)
- In Search of Sunrise 6: Ibiza[англ.] (7 сентября 2007 года)
- In Search of Sunrise 7: Asia[англ.] (10 июня 2008 года)

Также, 13 июня 2008 года в рамках сотрудничества Тиесто и сети магазинов Armani Exchange, была выпущена специальная версия In Search of Sunrise 7: Asia — Armani Exchange Exclusive, содержавшая дополнительные бонус-треки на третьем диске, входящем в состав компиляции.

### Ричард Дюранд
7 апреля 2010 года Тиесто объявил, что покидает лейбл Black Hole Recordings и оставляет выпуск компиляций In Search of Sunrise.
На следующий день Black Hole Recordings анонсировали, что дальнейшим производством выпусков серии выступит нидерландский диджей и продюсер Ричард Дюранд.
Начиная с 11 выпуска, в соавторстве с главным составителем сета начали появляться приглашенные диджеи с мировым именем, такие как Кьяу и Альберт, Роджер Ша, Гэбриэль и Дрезден, Джузеппе Оттавиани.
In Search of Sunrise 11: Las Vegas был выпущен Дюрандом совместно с венгерским дуэтом диджеев Myon & Shane 54, ISOS 12: Dubai — с Ланге, а ISOS 13.5: Amsterdam (Дюранд известен своей боязнью числа «13», поэтому видоизменил его на обложке компиляции) с BT:
- In Search of Sunrise 8: South Africa[англ.] (17 мая 2010 года)
- In Search of Sunrise 9: India[англ.] (6 июня 2011 года)
- In Search of Sunrise 10: Australia[англ.] (18 июня 2012 года)
- In Search of Sunrise 11: Las Vegas[англ.] (17 июня 2013 года)
- In Search of Sunrise 12: Dubai[англ.] (2 июня 2014 года)
- In Search of Sunrise 13.5: Amsterdam (20 июля 2015 года[4])

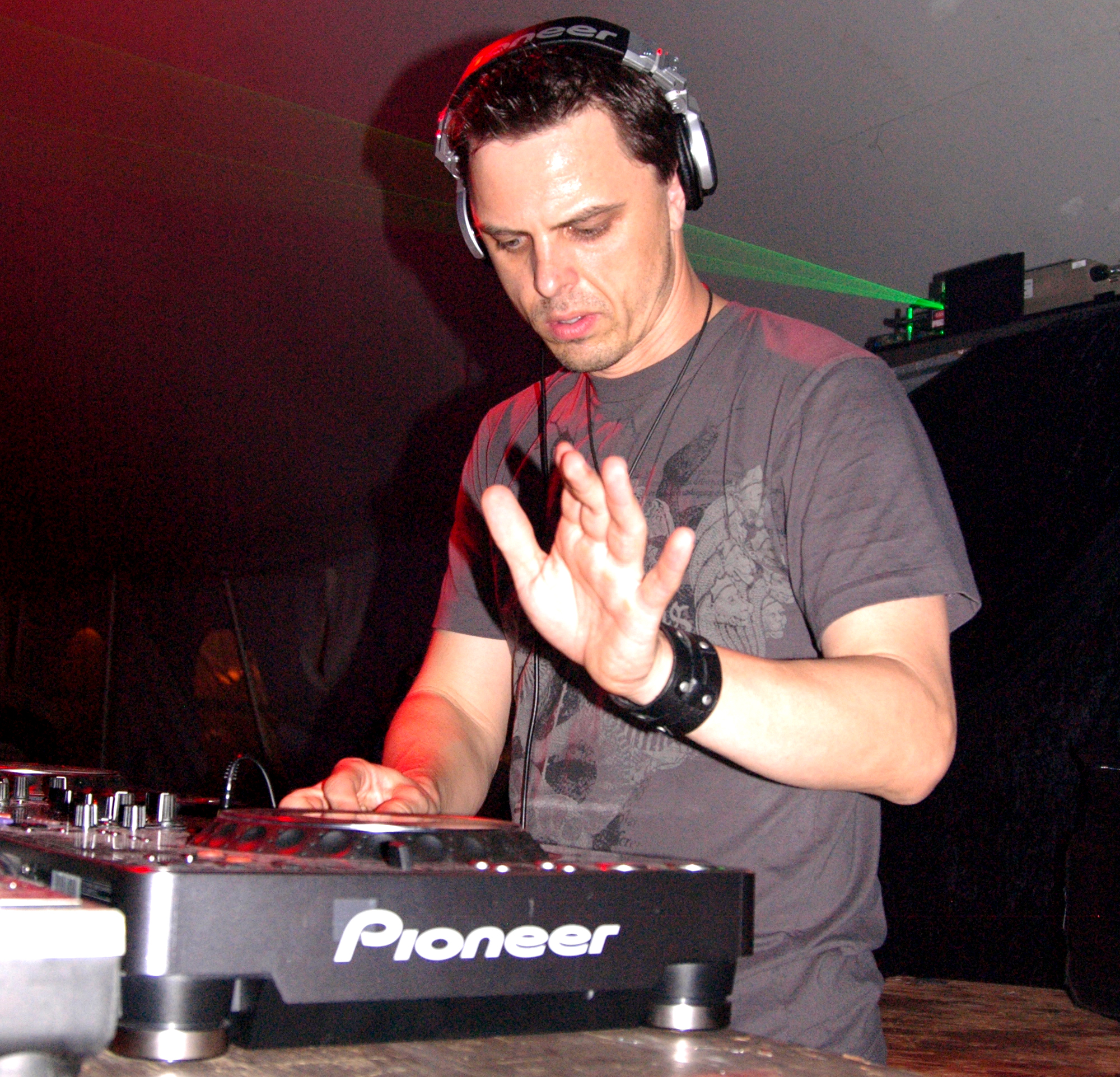
Маркус Шульц в 2007 году.

### Маркус Шульц
В 2018 году, после 3-летнего простоя серии, вышел её четырнадцатый выпуск под началом Маркуса Шульца.
Из названия выпусков были убраны названия локаций, сами выпуски окончательно перешли на формат 3-CD (впервые такое было с Asia и Australia), а концепция работы нескольких авторов над компиляцией сохраняется до сих пор:
- In Search of Sunrise 14: Mixed By Markus Schulz, Andy Moor and Gabriel & Dresden (29 июня 2018[6])
- In Search of Sunrise 15: Mixed by Markus Schulz, Jerome Isma-Ae & Orkidea (8 ноября 2019[7])
- In Search of Sunrise 16: Mixed by Markus Schulz, Giuseppe Ottaviani and Sunlounger (7 августа 2020[8])
- In Search of Sunrise 17: Mixed by Markus Schulz, Kryder and Kyau & Albert (5 августа 2021[9])
- In Search of Sunrise 18: Mixed by Markus Schulz, Matt Fax and Dennis Sheperd (2 сентября 2022[10])